# ボニー・ノートン
ボニーノートン（ FRSC ）は、カナダのブリティッシュコロンビア大学の言語識字教育学部の教授。African Storybookの研究顧問、応用言語学とリテラシーに関するアフリカ研究ネットワークの2006年の共同創設者。アイデンティティと言語学習の理論や、投資の構築などで国際的に知られている。 アメリカ教育研究協会（AERA）のフェローであり、2010年にAERAの第二言語研究SIGのシニアリサーチリーダーシップアワードの最初の受賞者である。 2016年、TESOL Award for Distinguished Researchの共同受賞者で、カナダ王立協会のフェローに選出された。 

## 経歴
ノートンは1956年に生まれ、激動のアパルトヘイト時代に南アフリカ共和国で育ち、幼い頃から言語、権力、アイデンティティの複雑な関係を学んだ。ヨハネスブルグのウィットウォーターズランド大学（WITS）の学生新聞の記者として、彼女は、1976年にソウェト暴動を引き起こし、抵抗力のあるアフリカの学生にアフリカーンス語語を課そうとした州の言語政策を調査した。 1982年にWITSで英語と歴史の学士号、教育学位、応用言語学の優等学位を取得した後、英国のレディング大学で言語学の修士号を取得するためにロータリー財団大学院奨学金を受けた（1984年）。その後、彼女は米国のプリンストン大学でパートナーのAnthony Peirceとともに、教育試験サービスでTOEFL言語テスト開発者として3年間過ごし、MichaelとJuliaの2人の子供をもうけた。家族は1987年にカナダに移り、そこでノートンはトロント大学のオンタリオ教育学研究所で言語教育の博士号を取得（1993年）。1996年にブリティッシュコロンビア大学（UBC）に就任する前は、米国国家教育アカデミースペンサー財団およびカナダ社会科学人文科学研究評議会から博士研究員賞を授与された。

## 研究
ノートンは、言語とリテラシーの研究が、草の根レベルでの教育改革を支援しながら、より大きな社会的不公平に対処する方法に関心を寄せている。彼女の研究は、言語学習者と教師が多様な教室やコミュニティの中でナビゲートする力の関係を可視化することを目的としている。  国際開発の提唱者でもある彼女は、カナダからサハラ以南のアフリカまで、デジタルリテラシー、大衆文化、ヘルスリテラシー、言語評価、教師教育など幅広いテーマで研究を進めている。2006年には、Africa Research Network on Applied Linguistics and Literacyを共同設立し、UBCの大学院生だったJuliet TembeとSam Andemaがチームメンバーとして参加している革新的なAfrican Storybookでも活躍。   ASPは、南アフリカ遠隔教育研究所（South African Institute for Distance Education）によるオープンアクセスのデジタルイニシアチブで、英語、フランス語、ポルトガル語に加え、アフリカの複数の言語で何百もの童話を提供することで、アフリカの子どもたちの早期識字を促進している。そのスピンオフであるGlobal-ASPは、世界中の子どもたちのためにこれらの物語を翻訳している。ノートンは、「アフリカン・ストーリーブック」のリサーチ・アドバイザーとして、UBCのエスペン・ストレンジャー・ヨハネセンと協力して、「アフリカン・ストーリーブック」のブログとYouTubeチャンネルを立ち上げ、このプロジェクトやその他のプロジェクトを推進している。

## 近年の受賞
最近の主な賞受賞は次のとおり。 
- Elected a Fellow of the Royal Society of Canada[8][9]
- TESOL Award for Distinguished Research, 2016. https://www.tesol.org/enhance-your-career/tesol-awards-honors-grants/tesol-awards-for-excellence-service/tesol-award-for-distinguished-research
- Beijing Foreign Studies University Distinguished Visiting Scholar, 2015
- Vernon Pack Distinguished Scholar and Convocation Speaker, Otterbein University, Ohio, 2015[10]
- Peter Wall Institute for Advanced Studies Distinguished Scholar in Residence, UBC, 2013/2014[11]
- Research Advisor, African Storybook, South African Institute for Distance Education, 2013 to present
- American Educational Research Association Fellow, 2012[12]
- AERA Second Language Research SIG, Senior Research Leadership Award (inaugural recipient), 2010
- Visiting Senior Research Fellow, King's College London, 2007–2010
- Honorary Professor, Education, University of Witwatersrand, South Africa, 2007–2010[13]
- UBC Killam Research Prize, 2007[14]
- UBC Distinguished University Scholar, 2004 to present
- UBC Killam Teaching Prize, 2003[15]

## 主作品

### 本や雑誌の特集号
- Norton, B. (Guest Ed.) (2014). Multilingual literacy and social change in African communities [Special issue]. Journal of Multilingual and Multicultural Development, 35(7).
- Norton, B. (2013). Identity and language learning: Extending the conversation. 2nd edition. Bristol: Multilingual Matters.
- Higgins, C. & Norton, B. (Eds.) (2010). Language and HIV/AIDS. Bristol, UK: Multilingual Matters.
- Norton, B., & Toohey, K. (Eds). (2004). Critical pedagogies and language learning. New York: Cambridge University Press.
- Norton, B., & Pavlenko, A. (Eds.). (2004). Gender and English language learners. Alexandria, VA: TESOL Publications.
- Kanno, Y., & Norton, B. (Guest Eds.). (2003). Imagined communities and educational possibilities [Special issue]. Journal of Language, Identity, and Education, 2(4).
- Norton, B. (2000). Identity and language learning: Gender, ethnicity and educational change. Harlow, England: Longman/Pearson Education.
- Norton, B. (Guest Ed.). (1997). Language and identity [Special issue]. TESOL Quarterly, 31(3).

### ユーチューブの動画
- November, 2016: Bonny Norton, FRSC: The African Storybook in the Digital Age. [16]
- November, 2015: British Council YouTube Interview on Language and Identity. [17]
- April, 2014: African Storybook Tribute to Jim Cummins, Toronto. [18]
- February, 2014. UBC Peter Wall Institute talk: "The African Storybook Project: What questions for research?" [19]
- February, 2014: UBC interview, the African Storybook. [20]
- March, 2013: Webinar, Global Conversations in Literacy "Identity, Investment, and Multilingual Literacy (in a Digital World)". [21]